# Kjell Jeppson
Kjell Jeppsson, född 9 juni 1945, är en svensk trummis och målare. Jeppsson spelade med bland andra The Mascots, Magnus Uggla, Marianne and the Boys och Hootenanny Singers under sin muskkarriär. Han spelade även första tiden med Abba, samt med Harpo. Jeppsson har som konstnär haft flera utställningar, bland annat på Art Gallery i Stockholm. Han har specialiserat sig på att måla jazz- och blueslegender i olika stilar och med olika tekniker.

## Filmmusik
- 1968 – Het snö